# Kasai (Giappone)
Kasai è una città giapponese della prefettura di Hyōgo.